# R. (album)
Pour les articles homonymes, voir R.
Albums de R. Kelly
R. Kelly
(1995) TP-2.com
(2000)
R. est le 3e album studio solo du chanteur de R'n'B R. Kelly, sorti en 1998. Porté par le succès du single I Believe I Can Fly, il permit à son auteur de se faire connaître internationalement.
Cet opus réunit des artistes aussi talentueux que différents. En effet, peu d'artistes peuvent se targuer de réunir sur un même album Céline Dion et Jay-Z.
L'album est essentiellement constitué de ballades (If I Could Turn Back The Hands Of Times (#2 en France), Half On The Baby, etc.), et les singles extraits n'ont pas de paroles explicites.
Les ventes mondiales s'élèvent à environ 6,5 millions de copies[réf. nécessaire].

## Liste des titres

### CD 1
1. Home Alone (avec Keith Murray)
2. Spendin' Money
3. If I'm With You
4. Half On A Baby
5. When A Woman's Fed Up
6. Get Up On A Room
7. One Man
8. We Ride (avec Cam'Ron, Noreaga, Jay-Z et Vegas Cats)
9. The Opera
10. The Interview
11. Only The Loot Can Make Me Happy
12. Don't Put Me Out
13. Suicide
14. Etcetera
15. If I Could Turn Back the Hands of Time
16. What I Feel/Issues

### CD 2
1. The Chase
2. V.I.P.
3. Did You Ever Think
4. Dollar Bill (avec Foxy Brown)
5. Reality
6. 2nd Kelly
7. Ghetto Queen (avec Crucial Conflict)
8. Down Low Double Life
9. Looking For Love
10. Dancing With A Rich Man
11. I'm Your Angel (avec Céline Dion)
12. Money Makes the World Go Round
13. I Believe I Can Fly

## Charts
| Chart (1998)             | Meilleure position |
| ------------------------ | ------------------ |
| U.S. Billboard 200       | 2                  |
| Top 50 Albums hollandais | 1                  |
| Top 100 Albums allemand  | 8                  |
| Top 75 Albums anglais    | 27                 |
| Top Albums canadien      | 26                 |
| Top Albums australien    | 65                 |